# Passo dello Zovallo
Il passo dello Zovallo (1405 m s.l.m.) è un valico dell'Appennino ligure situato al confine tra le province di Parma e Piacenza, tra i comuni di Ferriere e Bedonia, che mette in comunicazione la val Nure con la val Ceno.
Situato tra il monte Nero (1753 m s.l.m.) e il monte Ragola (1711 m s.l.m.), è tra i valichi più alti dell'appennino ligure.

## Infrastrutture
La strada statale 654 di Val Nure, proveniente da Piacenza, risale il valico da Ferriere superando le frazioni di Folli, Casalcò e Gambaro; aggira, poi, una valle laterale, in corrispondenza della località Case Bernardi, per, poi, ritornare nella valle principale raggiungendo Selva, ultimo centro abitato prima del passo.
Superato il valico, la strada costeggia in falsopiano le pendici orientali del monte Maggiorasca, raggiungendo il passo del Tomarlo (1485 m s.l.m.), che immette nella val d'Aveto in territorio ligure. Circa a metà di questo tratto in falsopiano, in val Ceno, la strada raggiunge quella che, all'epoca della classificazione della strada statale 654 a strada provinciale, era la quota più alta raggiunta da una strada provinciale nell'Appennino ligure (1519 m s.l.m.).

## Sport

### Ciclismo
La salita al passo si caratterizza per la considerevole lunghezza, tuttavia non presenta tratti particolarmente impegnativi: a parte qualche isolata punta tra il 7,5 e l'8 %, la pendenza si assesta per tutta la lunghezza della salita tra il 4 e il 5,5 %.
Il passo dello Zovallo è stato inserito due volte nel percorso del Giro d'Italia, nel 1989 e nel 1994. In entrambi i casi la salita non è stata classificata come Gran Premio della Montagna che era, invece, posto sul limitrofo passo del Tomarlo.

### Escursionismo
Il passo è un punto di partenza per escursioni nell'area del monte Bue, tra cui quella che raggiunge il lago Nero, piccolo bacino di origine glaciale, in circa un'ora tramite un sentiero.
La zona del passo è molto frequentata anche dai raccoglitori di funghi, con la presenza di molte aree adatte alla crescita dei porcini.